# 隆化站
隆化站，位于中华人民共和国河北省承德市隆化县，是京通铁路、承隆铁路上的火车站，建于1977年，由中国铁路北京局集团承德车务段管辖。

## 車站周邊
- 隆化满族小学
- 中国工商银行隆化支行
- 隆化县气象局
- 隆化县文化馆
- 隆化阳光假日酒店
- 董存瑞烈士陵园
- 隆化一中
- 存瑞中学
- 中国工商银行龙骧分理处
- 中国邮政储蓄银行隆化县支行
- 隆化县文化旅游局
- 隆化县医院
- 隆化县人民政府
- 中国人民银行隆化县支行
- 隆化龙骧大酒店
- 隆化景怡大酒店

## 歷史
- 建于1977年。